# Тврдислав Боровинић
Твртко Боровинић је био српски кнез из властелинске породице Боровинић која је имала своје посједе у источним дјеловима краљевине Босне. Био је син Боровине Вукашинића.
Ова властелинска породица потиче из источне Босне из Земље Павловића. По тумачењима историчара они су рођаци са Павловићима, док је Павао Анђелић сматрао да су Боровинићи припадали братству Павловића. Разлог тога је повеља војводе Радослава Павловића од 7. априла 1423. године гдје стоји:
кнеза wстога Боровиниѣь брать мои
Помиње се у повељама као свједок са титулом кнеза у служби племићке породице Павловић. Јавља се као свједок у повељама из 1423, 1432, 1439. и 1442. године. У повељама се помиње иза Остоје Боровинића, па се сматра да је био млађи брат.